# Cleome ramosissina
Cleome ramosissina là một loài thực vật có hoa trong họ Màng màng. Loài này được Parl. ex Webb mô tả khoa học đầu tiên năm 1854.